# The Bloodline (группировка рестлеров)
The Bloodline — злодейская рестлинг-группировка, которая в настоящий момент выступает в WWE. В неё входят: Соло Сикоа, лидер группировки,  Тама Тонга, Тонга Лоа, Джей Си Матео и Тала Тонга.
WWE продвигают Рейнса как Неоспоримого Вселенского чемпиона WWE, поскольку он одновременно владеет главными чемпионскими титулами компании WWE и Вселенной в своем четвёртом и втором рейнах соответственно, имея самый продолжительный рейн последнего. Он также получил прозвища «Вождь племени» (англ. Tribal Chief) и «Глава стола» (англ. «Head of the Table») в связи с его лидерством в своей семье. Его двоюродные братья Усо продвигаются как Неоспоримые командные чемпионы WWE, одновременно держа командные титулы Raw и SmackDown в их третьем и пятом рейне соответственно, имея самое продолжительный рейн последнего.

## Предыстория
До появления группировки The Bloodline каждый из её членов имел свою длительную историю. Роман Рейнс является сыном Сики Аноа’и и младшим братом Мэттью Аноа’и (больше известен как Роузи). Он дебютировал в профессиональном рестлинге в 2010 году в промоушене Florida Championship Wrestling под именем Леаки, после того как некоторое время играл в профессиональный футбол в колледже, начиная за «Эдмонтон Эскимос», и в 2012 году, был переведен в основной ростер, где он стал частью группировки The Shield вместе с Сетом Роллинзом и Дином Эмброузом. Но позже, после роспуска группировки в 2014 году он стал выигрывать несколько мировых титулов. Между тем, Усо (Джимми и Джей) и Соло Сикоа — сыновья Рикиши и племянники покойного Эдди Фату, более известного как Умага или Джамал, который был в предыдущей команде с Роузи, более известная как 3-минутное предупреждение (англ.3-Minute Warning), дебютировали в профессиональном реслинге в 2009 году и, прежде чем перейти в основной ростер в 2010 году, где их менеджером была Тамина Снука, они являлись однократными командными чемпионами FCW.

## История

### Вражда Усо со Щитом (2013—2014)
Ещё до того, как Усо объединились в одну группировку с Рейнсом, они провели несколько матчей против группировки Рейнса «Щит», в которой он выступал вместе с Сетом Роллинсом и Дином Эмброузом, проведя большинство матчей между ними которые состоялись в 2013 году. На эпизоде Raw от 6 мая Братья Усо и Кофи Кингстон объединились против Щита, в котором матч выиграли последние, когда Эмброуз удержал Кингстона. На эпизоде SmackDown от 17 мая Рейнс и Роллинс победили Усо после того, как Рейнс удержал Джея. После матча Щит продолжал избивать Джея, пока Кингстон не прибежал на помощь, чтобы ударить их стальным стулом. 28 июня на эпизоде SmackDown Усо одержали свою первую победу после того, как их товарищ по команде Кристиан удержал Эмброуза в другом командном матче из шести человек. Однако на эпизоде Raw от 1 июля они проиграли матч-реванш, на этот раз Эмброуз удержал Кристиана. 12 июля на эпизоде SmackDown от Роллинс победил Джея в одиночном матче. 14 июля на Money in the Bank Рейнс и Роллинс победили Усо, после того как Рейнс удержал Джимми, тем самым сохранив Командные чемпионства WWE. На эпизоде SmackDown от 19 июля две группировки столкнулись между собой, до тех пор, пока Марк Генри не пришёл на помощь Усо. В свою очередь, Усо помогли Генри отбиться от Щита на эпизоде Raw от 22 июля. На следующей неделе они вновь проиграли, после того, когда Эмброуз удержал Джимми. Несмотря на это, Генри атаковал Щит после матча, вынудив их отступить. Тот же результат матча произошёл на эпизоде Main Event от 7 августа. В течение всей оставшейся части года две группировки обменивались победами, а Усо объединялись с такими рестлерами, как Кингстон, Дольф Зигглер, Дэниел Брайан, Биг И Лэнгстон, Коди Роудс и Голдаст, Рей Мистерио и Си Эм Панк. Последний матч, который две группировки провели друг против друга, состоялся 3 января 2014 года на эпизоде SmackDown, где Усо и Панк выиграли после того, как последний удержал Эмброуза.

### Случайные объединения в команды (2015—2020)
После распада из Щита и последующей карьеры в сольном выступлении, Рейнс время от времени объединял силы с Усо во многочисленных командных матчах, при этом Усо также время от времени принимали участие в междоусобицах Рейнса в поддержку своего двоюродного брата. Трио впервые объединилось вместе на эпизоде Raw от 2 ноября 2015 года, где они объединились с Райбеком и Дином Эмброузом в матче 5 на 5 на выбывание Survivor Series против Сета Роллинса, Кевина Оуэнса и The New Day (Кофи Кингстон, Биг И и Ксавье Вудс), в котором команда Рейнса одержала победу. Рейнс и Усо продолжали объединяться в том году, на шоу Tribute to the Troops, где трио объединилось с Эмброузом, Райбеком, Кейном и The Dudley Boyz, дабы победить Лигу Наций и Семью Уайатт.
В эпизоде Raw от 2 мая 2016 года Усо оказались вовлечены во вражду Рейнса с Эй Джей Стайлзом, поскольку в то время дуэт враждовал с союзниками Стайлза, Люком Гэллоузом и Карлом Андерсоном, а Усо и Рейнс столкнулись со Стайлзом, Гэллоузом и Андерсоном в командном матче из шести человек. После того, как Стайлз, Андерсон и Гэллоуз выиграли матч, Андерсон и Гэллоуз хотели, чтобы Стайлз ударил Рейнса стулом, но Стайлз отказался. В итоге Усо атаковали Стайлза сзади стулом и Стайлз нанес ответный удар стулом. В конечном счете Рейнс проводит пауэрбомбу Стайлзу на комментаторский стол. На Extreme Rules Усо потерпели поражение от Гэллоуза и Андерсона в командном Торнадо матче. Позже той же ночью, Гэллоуз и Андерсон попытались вмешаться в матч за мировое чемпионство WWE в тяжелом весе между Рейнсом и Стайлзом, Усо тоже вмешались в матч, дабы помочь Рейнсу, что в итоге позволив Рейнсу сохранить титул.
В эпизоде бренда SmackDown от 14 мая 2019 года Усо помогли Рейнсу отразить атаку Элаяса, Шейна Макмена, Дэниела Брайана и Роуэна, а затем проиграли им в гандикап-матче. На эпизоде Raw от 3 июня Усо спасли Рейнса от атаки Дрю Макинтайра и The Revival (Дэш Уайлдер и Скотт Доусон), но проиграли им в командном матче из шести человек. 3 января 2020 года на эпизоде SmackDown от Усо вернулись с новой короткой стрижкой, помогая Рейнсу защититься от нападения Короля Корбина и Дольфа Зигглера. На эпизоде SmackDown от 31 января Reigns и Usos победили Короля Корбина, Дольфа Зигглера и Роберта Руда в командном матче из шести человек, чтобы положить конец их вражде. Джимми получил серьёзную травму колена во время матча на WrestleMania 36, что вывело его из выступлений на ринге на неопределенный срок.

### Формирование Родословной
23 августа 2020 года на SummerSlam Роман Рейнс вернулся и после титульного матча «Изверга» Брэя Уайатта и Брауна Строумана за Вселенское Чемпионство атаковал обоих рестлеров, тем самым впервые с середины 2014 года став хиллом. Спустя неделю на SmackDown от 28 августа Рейнс объединился с Полом Хейманом. На Payback Роман Рейнс победил Уайатта и Строумана в матче тройной угрозой (Рейнс вошёл официально в матч, в самом конце более свежим), выиграв таким образом Вселенское Чемпионство и положив начало своему самому долгому рейну. На эпизоде SmackDown от 4 сентября, после того, как Биг И был атакован и ранен сюжетно, Джей занял его место в четырёхстороннем матче против Мэтта Риддла, Короля Корбина и Шеймуса, где победитель получит право участие в матче за звание мирового чемпиона на шоу Clash of Champions против Романа Рейнса. В итоге победил Джей, удержав Риддла, и получил свою первую возможность в карьере стать чемпионом в сольном выступлении. На данном шоу Джей проиграл Рейнсу техническим нокаутом, когда Джимми упал и бросил ему белое полотенце на ринг. Джей получил ещё один титульный бой против Рейнса в матче по правилам «Я сдаюсь» в аду в клетке на одноимённом шоу с добавлением ещё одного условия, что если Джей проиграет, ему придется следовать приказам Рейнса или его вышвырнут из их семьи. На этом шоу Джей снова проиграл после того, как Рейнс напал на раненого Джимми и заставил Джея сказать «Я сдаюсь», чтобы спасти своего брата.
На эпизоде SmackDown от 30 октября Джей победил Дэниела Брайана, квалифицировавшись в команду SmackDown на Survivor Series. После матча Джей атаковал Брайана по просьбе Рейнса, таким образом в процессе став хиллом и присоединился к Рейнсу и впоследствии стал известен как «правая рука Рейнса», а также получил прозвище «Main Event Jey Uso». 21 февраля 2021 года на Elimination Chamber Джей участвовал в матче одноимённого шоу, где победитель в ту же ночь получит матч за Вселенское Чемпионство против Рейнса. Победителем того матча, стал Дэниель Брайан. На специальном эпизоде Рестлмании SmackDown от 9 апреля Джей выиграл Баттл-роял памяти Андре Гиганта, устранив последнего Синсукэ Накамуру. Что стало первой большой победой Джея в сольном выступлении в WWE.
7 мая в эпизоде SmackDown Джимми вернулся после травмы, не одобрив союз Джея и Рейнса, назвав Джея «сукой Рейнса», и начал носить футболку с надписью «Ничья сука» (англ."Nobody’s Bitch".). На эпизоде SmackDown от 4 июня Усо воссоединились и бросили вызов Мистериос (Рей Мистерио и Доминик Мистерио) за командное чемпионство SmackDown, однако матч закончился спорной концовкой, в котором судья не заметил, что Джимми поднял плечо во время удержания. Позже той же ночью Усо был предоставлен матч-реванш, но во время матча-реванша Рейнс вмешался, напав на Мистериос, не желая, чтобы Усо снова поставили себя в неловкое положение. После матча Рейнс жестоко напал на сына Рея Доминика, что, по мнению Джимми, Рейнс зашёл слишком далеко, что также усилило напряженность между Рейнсом и Джимми. Последовавшие за этим разногласия между ними из-за преданности Джея в конечном итоге привели к тому, что Джей временно отказался от участия на эпизоде SmackDown от 11 июня, после чего Рейнс манипулировал Джимми, заставляя его чувствовать вину за их недавние разногласия. В результате, на следующей неделе на эпизоде SmackDown от 18 июня Джимми предложил свою помощь Рейнсу во время его матча «Ад в клетке» с Реем Мистерио, и он поднял руку Рейнсу после матча. На следующей неделе на SmackDown Джимми попытался помочь Рейнсу, когда Эдж напал на него и пронзив гарпуном баррикаду.
В эпизоде SmackDown от 9 июля Джей вернулся, и Братья Усо укрепили свой союз с Рейнсом, тем самым укрепив их обоих в качестве хиллов в процессе и должным образом воссоединившись как The Bloodline.

### Неоспоримые чемпионы
В эпизоде SmackDown от 16 июля The Bloodline встретились с Эджем и Мистериос в командном матче из шести человек, в котором они вышли победителями, хотя Эдж атаковал трио после матча. На пре-шоу Money in the Bank Усо победили Mистериос и стали пятикратными командными чемпионами SmackDown. В главном событии Рейнс победил Эджа, сохранив за собой Вселенское Чемпионство. На SummerSlam Усо в очередной раз победили Mистериос, тем самым сохранив командные чемпионства SmackDown, а позже Рейнс победил Джона Сину в главном событии шоу, сохранив Вселенское Чемпионство На Extreme Rules Усо успешно защитили свои титулы против Street Profits, а позже Рейнс победили «Демона» Финна Балора в мейн-эвенте, сохранив за собой Вселенское Чемпионство. На пре-шоу Crown Jewel Усо победили The Hurt Business (Седрик Александр и Шелтон Бенджамин), в то время как Рейнс успешно защитил свой титул в мэйн-эвенте шоу против Брока Леснара. На Survivor Series Усо проиграли командным чемпионам Raw RK-Bro (Рэнди Ортон и Риддл), в то время как Рейнс победил чемпиона WWE Биг И в главном событии шоу. На эпизоде SmackDown от 17 декабря Рейнс уволил и напал на Хеймана. Позже Брок Леснар атаковал Родословную и спас Хеймана. 1 января 2022 года Рейнс был снят с матча на pay-per-view WWE Day 1 из-за положительного результата теста на COVID-19 и вместо него в матч был добавлен Брок Леснар за титул чемпиона WWE Raw. Усо тоже выступали на WWE Day 1 и успешно сохранили свои титулы против Нового Дня.
На первый день WrestleMania 38 Усо успешно защитили свои командные чемпионства SmackDown против Синсукэ Накамуры и Рика Бугса, на второй день того же шоу Рейнс смог отобрать чемпионство WWE у Брока Леснара, эффективно объединив его со Вселенским титулом, став Неоспоримым чемпионом Вселенной WWE. На следующем эпизоде SmackDown Рейнс приказал Усо отправиться на Raw и бросить вызов командным чемпионам Raw RK-Bro (Рэнди Ортон и Риддл), чтобы объединить командные титулы. На следующей неделе, было подтверждено, что Усо встретятся с RK-Bro на WrestleMania Backlash, дабы объединить командные титулы. Однако на эпизоде SmackDown от 29 апреля подписание контракта на матч закончилось тем, что Рейнс помог Усо атаковать RK-Bro и в чего процессе разорвали контракт. Затем вышел Дрю Макинтайр и усилием РК-Бро объединился, чтобы выгнать Родословную с ринга. Из-за того, что произошло на ринге, специальный советник Рейнса Пол Хейман встретился за кулисами с официальным лицом WWE Адамом Пирсом, где Хейман попросил, чтобы итоговый объединённый матч за командный чемпионства был отменен, и вместо этого на WrestleMania Backlash был запланирован командный матч из шести человек с участием Bloodline против RK-Bro и Макинтайра, в котором выиграла The Bloodline. Примерно в это же время Сами Зейн, который также находился в остром соперничестве с Макинтайром, начал ассоциировать себя с the Bloodline, выступая в качестве лакея группы. Объединённый матч за Командные Чемпионства между Усо и РK-Бро был позже запланирован на эпизоде SmackDown от 20 мая, в котором Усо выиграли, впоследствии став Неоспоримыми Командными чемпионами WWE, тем самым сделав всех членов фракции двукратными чемпионами. На SummerSlam 30 июля Усо победили Уличную Наживу, чтобы сохранить Неоспоримое командное чемпионство WWE, в то время как Рейнс успешно защитил Неоспоримый титул чемпиона WWE Вселенной против Брока Леснара в матче по правилам «Последний стоящий на ногах». На Clash at the Castle 3 сентября Рейнс победил Дрю Макинтайра и сохранил за собой Неоспоримый титул чемпиона WWE Вселенной после вмешательства Соло Сикоа, младшего кузена Рейнса и младшего брата Усов, который стал новым членом Bloodline. На эпизоде NXT от 13 сентября Сикоа победил Кармело Хейса и выиграл североамериканское чемпионство NXT, тем самым подарив Bloodline в общей сложности пять чемпионств. Но через неделю на следующем выпуске NXT титул был вакантирован Шоном Майклзом..На выпуске Smackdown от 23 сентября Братья Усо одолели Brawling Brutes в матче за командные чемпионства.
В главном событии Crown Jewel Роман Рейнс (в сопровождении Пола Хеймана) защитил бесспорный титул чемпиона WWE Universal против Логана Пола. Во время матча Пол выполнил картечный аркан на Рейнсе для близкого попадания. Пол выполнил перекрещивание туловища, а затем сделал лунное сальто стоя для близкого падения. Позже Пол расчистил арабскую таблицу объявлений и разместил на ней Правила. Затем Пол взял телефон и выполнил Лягушачий всплеск на Рейнсе через стол. После этого Усо (Джей Усо и Джимми Усо) вышли, чтобы помочь Рейнсу, и напали на Логана. Затем брат Логана Джейк Пол вышел и уничтожил Uso. Затем Соло Сикоа вышел, чтобы противостоять Джейку, но появились Усо, и Логан затем уничтожил Усо. После того, как Логан снова вышел на ринг, Рейнс нанёс Полу удар супермена и копьё, чтобы сохранить чемпионство. На Raw от 5 декабря братья провели сложную защиту титулов против Мэтта Риддла и Кевина Оуэнса.На рождественнском выпуске Smackdown Усо победили Hit Row.Также Усо проводили успешные защиты против Шеймуса и Дрю Макинтайра,Судного дня и Брон Строумэна с Рикошетом.

### Предательство и изгнание из группировки Сэми Зейна
На эпизоде SmackDown от 23 сентября Рейнс объявил Сами Зейна официальным «почетным Усо». На Survivor Series WarGames The Bloodline победили команду Дрю Макинтайра, Кевина Оуэнса и «Дерушихся брутов» (Шимус, Бутч и Ридж Холланд) в матче WarGames. Зейн продемонстрировал свою лояльность группировке, нанеся Оуэнсу удар ниже пояса, Джей окончательно принял Зейна в состав The Bloodline, и группировка отпраздновала это событие. В январе 2023 года Зейн вступил в конфликт с The Bloodline, между ними было недопонимание и Остальные члены группировки сомневались в преданности Зейна, в результате чего на Raw is XXX состоялся суд племени, на котором Зейн был признан «пока что невиновным» в предательстве The Bloodline.

The Bloodline на Royal Rumble (2023)

На Royal Rumble у Рейнса прошёл матч с Кевином Оуэнсом. Лидер приказал The Bloodline избить Оуэнса после матча, но Зейн отказался присоединиться к избиению и в итоге ударил Рейнса стулом, в результате чего вся группировка (за исключением Джея) напала на Зейна, превратив его в фейса впервые с 2017 года. Зейн официально был изгнан из Родословной. На эпизоде SmackDown от 3 февраля Зейн напал на Рейнса и вызвал его на матч за неоспоримое чемпионство Вселенной WWE на Elimination Chamber, который Рейнс принял. На шоу 18 февраля Зейн не смог выиграть титулы у Рейнса и потерпел поражение.

## The Bloodline на WrestleMania 39
На Raw от 20 марта 2023 года Зейн вместе с Кевином Оуэнсом с которым они недавно помирились и объединились в команду, они бросили вызов неоспоримым командным чемпионам WWE Братьям Усо, чемпионы приняли вызов, матч состоялся на WrestleMania 39 и стал главным событием первого дня. В результате Зейн и Оуэнс стали новыми неоспоримым командными чемпионами и остановили рекордный чемпионский забег Братьев Усо. Матч получил крайне высокие оценки от обозревателей и зрителей устроил поединок.
В то же время развивался конфликт между Романом Рейнсом и Коди Роудсом который вернулся после травмы на Royal Rumble и вышел под 30 номером, Коди выиграл Королевскую Битву тем самым получив место на матч за чемпионский титул. На Raw 30 января(первом Raw после Royal Rumble) Коди пообещал выиграть главное Чемпионство WWE в честь своего отца, который был близок к выигрышу титула, но так и не смог этого достичь. Учитывая, что Рейнса ещё ожидала защита титула на Elimination Chamber, Коди обозначил, что будет готов к любому оппоненту на WrestleMania 39, потроллив Романа Рейнса. 6 февраля на Raw в словесное противостояние с Роудсом ввязался советник Рейнса Пол Хейман, которому Коди высказал слова благодарности за помощь отцу в 2000-м году, расстрогав того и, по-видимому, заставив расчувствоваться не только по сценарию. Хейман, впрочем, быстро собрался и ответил жёсткой репликой, что Коди безусловно был любимым сыном Дасти Роудса, но Роман Рейнс, которому Дасти помогал во время обучения в подготовительном центре WWE, был тем сыном, о котором Дасти всегда мечтал. 20 февраля на Raw Хейман и Роудс снова вступили в перепалку, по ходу которой Хейман пытался напугать Коди жёстким расписанием, которое ожидает того в случае возможной победы на WrestleMania (во что сам Хейман, по его собственным словам, не верил), и даже намекнул, что готов приударить за его женой, пока Коди будет занят корпоративными мероприятиями. 27 февраля на Raw Коди, одержав победу в матче против Чеда Гейбла, заявил, что устал общаться с Хейманом, и обязательно встретится с Рейнсом на SmackDown позже на той же неделе. Во 2 день WrestleMania 39 прошёл их поединок за Неоспоримые Мировые Чемпионства но Коди потерпел поражение после вмешательства Соло Сикоа. Также в матче были задействованы Усо, Кевин Оуэнс и Сами Зейн. На момент второго дня WrestleMania 39 чемпионский рейн вождя племени составлял 944 дня. Уже 19 января Рейнс стал самым продолжительным чемпионом в современной истории WWE: дольше него титулами владели лишь в 60-е, 70-е и 80-е годы.

## Дальнейшие события
На первом Raw после WrestleMania 39 Коди Роудс потребовал реванш у вождя племени, так как матч был нечестным, но тот отказался, тогда Роудс вызвал Романа Рейнса и Соло Сикоа на командный матч, сказав что он найдёт себе напарника. Менеджер Пол Хейман согласился, но при условии что напарником Коди должен быть тот, кто участвовал в матчах на WrestleMania 39 и после матча Коди не сможет бросить вызов Роману Рейнсу на титулы пока они ему принадлежат. Роудс согласился и его союзником стал Брок Леснар.Когда должен был состояться матч Брок неожиданно атаковал Коди проведя ему F5. На этом же шоу Кевин Оуэнс и Сами Зейн провели титульную защиту против Street Profits и отстояли свои командные титулы.
На SmackDown от 7 марта журналистка WWE Кайла Брекстон взяла интервью у Пола Хеймана и Соло Сикоа где поинтересовалась, есть ли у Хеймана предположения как о бывшем менеджере Брока Леснара, почему на Raw он напал на Коди, но Хейман уходит от ответа и говорит что хочет поговорить о чём более ревелантном, например о вожде стола,Романе Рейнсе, Хейман считает чемпионский рейн Романа великим и сравнивает его титульные защиты со стриком Гробовщика.
Ранее на подкасте у BT Sports Хейман уже обсуждал эту тему и сказал: «Мне нравится тот факт, что все приходили на шоу, думая, что это последняя защита Романа Рейнса. И я уже испытывал это чувство раньше, когда закончился легендарный стрик Гробовщика, к чему я тоже приложил свою руку. И каждый год вы сидели там и говорили: „О нет, это точно всё“, и на протяжении всего матча зрители на самом деле предвкушали поражение и пускали слюнки от того, что это будет момент, когда они станут свидетелями исторического первого поражения Гробовщике, после которого стрик, наконец, закончится. И потом, конечно, когда Гробовщик побеждал, они сидели там и говорили: „К черту, я не хочу это больше видеть“, но они всё равно не могли дождаться следующей главы, а потом она наконец закончилась, и зрители были шокированы, потому что они думали, что увидят это раньше, но этого всё не было и не было. И так продолжалось год за годом, и вот они, наконец, смогли это увидеть. Я думаю, что сейчас то же самое происходит и с титульными защитами Романа Рейнса. Ты надеешься, что это тот самый последний раз, ты думаешь, что это тот самый человек, который остановит Романа Рейнса, ты смотришь матч и знаешь, что это тот самый матч, а потом оказывается, что это не тот самый. Вот так бывает, да. После чего все начинают ждать следующей главы, чтобы пережить эти эмоции снова»
Когда журналистка ушла к Хейману и Соло подошёл Джей Усо, Хейман заявил что сегодня на шоу в мэйн-ивенте у Джея будет матч против Сами Зейна за которым будет наблюдать Родословная и в частности его брат Джими, Хейман сказал что Джею нужно будет решить эту проблему. С уходом Джея Хейман сказал Соло на ухо: «Соло, если Джей не решит эту проблему, то тебе нужно будет решать проблемы». Таким образом анонсируя потенциальное нападение Соло Сиока на Джея Усо.
Далее на шоу Сами Зейн подходит Кевину и советуется с ним, он хочет поговорить c Джеем перед матчем, Кевин думает что это не очень правильно но в такой ситуации Зейну нужно действовать на своё усмотрение, и если ему это нужно, то он должен поговорить. Далее Сами за кулисами Джея и начинает разговор. Зейн говорит о том что Джей не на том пути и если он этого не понимает, то сегодня в матче Зейн вобьёт это в его голову, Джей проигнорировал Сэми но всё же было видно что он задумался. В матче победил Джей Усо после вмешательства Соло Сикоа. После матча Джей хотел избить бывшего члена Родословной стулом но внезапно вышел Мэтт Риддл и выгнал с ринга Соло и Джея.

## Участники
| *         | Основатели           |
| Л         | Лидер                |
| Спец.сов. | Специальный Советник |

### Действующие
| Участники              | Вступили         |
| ---------------------- | ---------------- |
| Роман Рейнс (Л)        | 9 июля 2021*     |
| Джей Усо               | 9 июля 2021*     |
| Джимми Усо             | 9 июля 2021*     |
| Соло Сикоа             | 9 сентября 2022* |
| Пол Хейман (Спец.сов.) | 9 июля 2021*     |
| Скала                  | 16 февраля 2024* |

### Партнеры
| Участники | Вступили    |
| --------- | ----------- |
| Сами Зейн | 27 мая 2022 |

## Титулы и достижения
- CBS Sports
  - Вражда года (2020) — Роман Рейнс против Джея Усо[42]
- Sports Illustrated
  - Рестлер года (2021) — Роман Рейнс[43]
- Pro Wrestling Illustrated
  - Группировка года (2022)
- WWE
  - Чемпион WWE (1 раз, действующий) — Рейнс[44]
  - Чемпион Вселенной WWE (1 раз, действующий) — Рейнс[45]
  - Командные чемпионы WWE Raw (1 раз) — Усо[46]
  - Командные чемпионы WWE SmackDown (1 раз) — Усо[47]
  - Североамериканский чемпион NXT (1 раз) — Сикоа[48]
  - Победитель баттл-рояла памяти Андре Гиганта (2021) — Джей Усо[16]
- Wrestling Observer Newsletter
  - Вражда года (2023) — The Bloodline пр. Сами Зейна и Кевина Оуэнса

## Заметки
1. ↑  Хейман временно покинул Родословную в период с 17 декабря 2021 года по 29 января 2022 года.
2. ↑  Зейн также известен как почетный член (называемый "Почетным Усе"), предоставленный Усо и Рейнсом.